# Tanel Padar
Tanel Padar (født 27. oktober 1980) er en estisk sanger, der blev kendt i Europa i 2001, da han sammen med Dave Benton og 2XL vandt Eurovision Song Contest med sangen "Everybody".